# Popricani
Popricani – wieś w Rumunii, w okręgu Jassy, w gminie Popricani. W 2011 roku liczyła 2621 mieszkańców.